# Cancioneiro Colocci-Brancuti
 (février 2021).
Si vous disposez d'ouvrages ou d'articles de référence ou si vous connaissez des sites web de qualité traitant du thème abordé ici, merci de compléter l'article en donnant les références utiles à sa vérifiabilité et en les liant à la section « Notes et références ».
Le Cancioneiro Colocci-Brancuti est un des trois cancioneros[réf. nécessaire] qui recueillent les cantigas de la poésie médiévale galaïco-portugaise. Il doit son nom au fait d'avoir été découvert en 1878 dans la bibliothèque du comte Paolo Brancuti di Cagli, à Ancône (Italie) et parce qu'il a appartenu à l'humaniste A. Colocci (1467-1549), qui a numéroté les folios et ajouté diverses notes marginales|Marge |marginales . On l'appelle aussi  Cancionero de la Bibliothèque nationale de Lisbonne, car cette institution l'a acquis en 1924.

## Histoire
Il s'agit d'une copie du début du XVIe siècle, qui contient 1 567 pièces, distribuées sur 335 folios. Des trois cancioneiros galaïco-portugais, c'est celui qui recueille le plus grand nombre de cantigas. On y trouve tous les genres : les cantigas de amigo, les cantigas de amor, et les cantigas de escarnio y de maldecir. Il est possible que tant ce cancioneiro que celui de la Bibliothèque vaticane soient des copies d'un manuscrit antérieur, qui pourrait avoir été compilé dans la première moitié du XIVe siècle par Pedro de Portugal, comte de Barcelos.
Le cancioneiro a été copié par six mains différentes, d'après les plus récentes analyses[Lesquelles ?] ; les scribes ont utilisé des écritures gothique et cursive. Parmi les auteurs, on y trouve les rois Denis Ier de Portugal, Sanche Ier de Portugal, ainsi que D. Pedro de Portugal, comte de Barcelos, Paio Soares de Taveirós, João Garcia de Guilhade, Airas Nunes, Martin Codax. En tout plus de 160 poètes.